# Noord-Duits voetbalkampioenschap 1909/10
In 1909/10 werd het vijfde voetbalkampioenschap gespeeld dat georganiseerd werd door de Noord-Duitse voetbalbond. Holstein Kiel werd kampioen en plaatste zich voor de eindronde om de Duitse landstitel. De club versloeg BFC Preußen en FC Tasmania Rixdorf. In de finale verloor de club van Karlsruher FV.

## Deelnemers aan de eindronde
| Club                       | Gekwalificeerd als          |
| -------------------------- | --------------------------- |
| FC Eintracht Braunschweig  | Kampioen van Braunschweig   |
| FV Werder Bremen           | Kampioen van Bremen         |
| Altonaer FC 1893           | Kampioen van Hamburg-Altona |
| Hannoverscher FC 96        | Kampioen van Hannover       |
| FV Holstein Kiel           | Kampioen van Kiel-Lübeck    |
| Internationaler FC Rostock | Kampioen van Mecklenburg    |
| SC Frisia 03 Wilhelmshaven | Kampioen van Oldenburg      |
| 1. Schleswiger SV 06       | Kampioen van Sleeswijk      |

## Eindronde

### Kwartfinale
|               |                  |        |                            |  |
| 27 maart 1910 | FV Holstein Kiel | 12 – 2 | Internationaler FC Rostock |  |
| 27 maart 1910 |                  |        |                            |  |

|               |                  |       |                            |  |
| 27 maart 1910 | FV Werder Bremen | 4 – 3 | SC Frisia 03 Wilhelmshaven |  |
| 27 maart 1910 |                  |       |                            |  |

|               |                           |              |                     |  |
| 27 maart 1910 | FC Eintracht Braunschweig | 2 - 1 (n.v.) | Hannoverscher FC 96 |  |
| 27 maart 1910 |                           |              |                     |  |

|               |                  |     |                      |  |
| 27 maart 1910 | Altonaer FC 1893 | w/o | 1. Schleswiger SV 06 |  |
| 27 maart 1910 |                  |     |                      |  |

### Halve Finale
|              |                  |       |                  |  |
| 3 april 1910 | FV Holstein Kiel | 5 – 1 | Altonaer FC 1893 |  |
| 3 april 1910 |                  |       |                  |  |

|              |                  |       |                           |  |
| 3 april 1910 | FV Werder Bremen | 1 – 0 | FC Eintracht Braunschweig |  |
| 3 april 1910 |                  |       |                           |  |

### Finale
|               |                          |       |                  |                        |
| 10 april 1910 | FV Holstein Kiel         | 7 – 1 | FV Werder Bremen | Victoria-Platz Hamburg |
| 10 april 1910 | Fick , Dehning Lafferenz |       | Onbekend         | Victoria-Platz Hamburg |